# Селиванкин
Селива́нкин (чечен. Селиванкин-КIотар) — хутор в Наурском районе Чеченской Республики. Входит в Калиновское сельское поселение.

## География
Расположен на северо-востоке от районного центра станицы Наурской.
Ближайшие населённые пункты: на северо-западе — хутор Корнеев, на северо-востоке — село Песчаное, на юге — хутор Постный, на юго-западе — хутор Майорский, хутор Клинков и хутор Козлов, на востоке — село Бурунское.
Западнее хутора Селиванкина находится озеро Генеральское, одно из нескольких крупных озёр Наурского района, ранее являвшееся особо охраняемой природной территорией республиканского значения.

## История
По состоянию на 1926 год хутор Селиванкин относился к Калиновскому сельсовету Наурского района Терского округа Северо-Кавказского края. Согласно переписи населения 1926 года, на хуторе проживало 122 человека, все — великороссы.
По данным переписи 2002 года, на хуторе проживал 271 человек (136 мужчин и 135 женщин), 98 % населения составляли чеченцы.

## Население
| 1926 | 1990 | 2002 | 2010 |
| ---- | ---- | ---- | ---- |
| 122  | ↗310 | ↘271 | ↘232 |